# Відсаджувальні машини з рухомим решетом
Відсаджувальні машини з рухомим решетом — різновид відсаджувальних машин, застосовують для збагачення марганцевих і залізних руд крупністю 3 — 40 мм.

Схема трисекційної відсаджувальної машини з рухомим решетом показана на рис. 1.
Розпушування відсаджувальної постілі досягають шляхом надання коробу з решетом руху від привода 4 через систему важелів 5.
В Україні тривалий час застосовувалися відсаджувальні машини фірми «Штаух» для збагачення марганцевих руд.